# Гневковский, Себастиан
Себастиан Гневковский (чеш. Šebestián Hněvkovský; 19 марта 1770[…], Жебрак[…] — 7 июня 1847[…], Прага, Земли Чешской короны[…]) — чешский поэт и писатель эпохи чешского национального возрождения. Народный будитель.

## Биография
Себастиан Гневковский родился 19 марта 1770 года в Жебраке.
По образованию юрист. С 1795 года десять лет служил советником в Планице. С 1805 по 1826 он работал чиновником в родном городе Жебрак, с 1826 — на посту бургомистра города Поличка.
Сподвижник Антонина Пухмайера и Войтеха Неедлого, которых он первый побудил писать по-чешски. Вместе Пухмайером стал инициатором и выдающимся представителем новочешской поэтической школы.

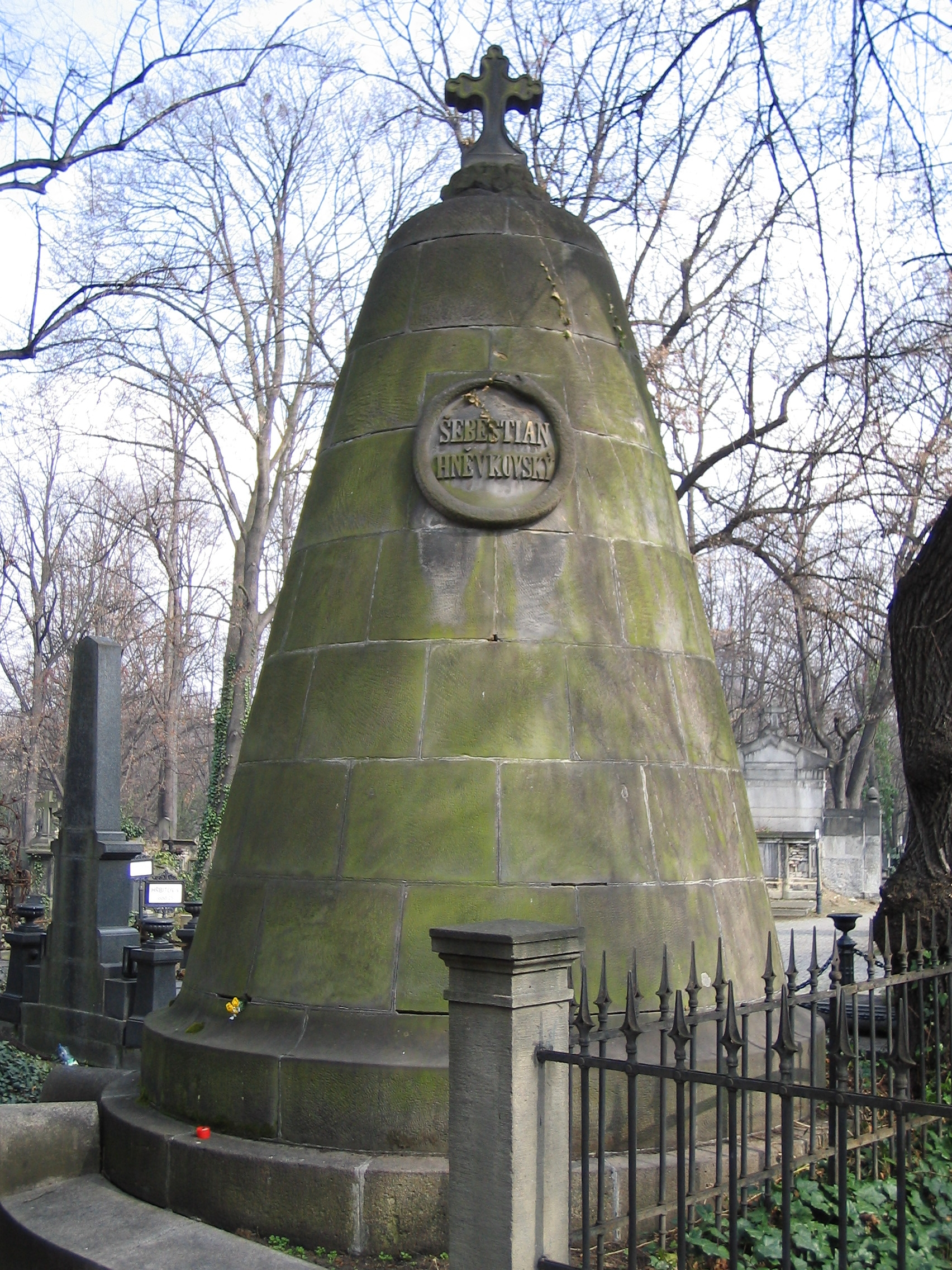
Могила поэта

Будучи самобытным поэтом в своих стихах обращался, в первую очередь, к простым труженикам, поэтому писал более простым стилем. В поэтических произведениях С. Гневковского много странного и грубого, слог не выработан, тем не менее в своё время его поэмы производили сильное впечатление, а некоторые песни до сих пор поются простым народом. Поэт первым в Чехии писал оригинальные баллады.
Ему же принадлежит пространный поэтический роман-эпос в 12 песнях «Dĕvin» (1805, с изменениями переиздан в 1829 г.). Кроме того, С. Гневковский издал «Basnĕ drobné» (1820), «Nové basnĕ drobné» (1841), «Doktor Faust» (1844), «Zlomky o českém básnictví» (1820).
Последние годы жизни жил в Праге. Похоронен на Ольшанском кладбище.

## Избранные произведения
- эпос Děvín (романтическая историческая поэма о средневековом замке Девин)
- Vnislav a Běla — сентиментальная баллада
- Básně drobné Ssebestyána Hněwkowského, (1820)
- «Der böhmische Mägdekrieg», (Ироикомическая поэма 1805)
- Básně drobné' (1820)
- Zlomky o českém básnictví, zvláště pak o prozodii (1820)
- «Drobné básně» (1820)
- «Jaromír», (1835)
- Námluvy v Koloději, (Комедия 1839)
- «Nové drobné básně» (1841)
- «Doktor Faust», (1844)
- «Przemysl Ottokar II.»

## Источник
- Гневковский, Себастиан // Энциклопедический словарь Брокгауза и Ефрона : в 86 т. (82 т. и 4 доп.). — СПб., 1890—1907.